# Filmcsillag a barátnőm
A Filmcsillag a barátnőm (eredeti cím: The Valet) 2022-es amerikai romantikus filmvígjáték, amelyet Richard Wong rendezett. A 2006-os Topmodell a barátnőm remake-je. A főbb szerepekben Eugenio Derbez, Samara Weaving, Max Greenfield, Betsy Brandt, Marisol Nichols látható.
Az Amerikai Egyesült Államokban 2022. május 20-án mutatta be a Hulu. Magyarországon 2022. június 14-én debütált a Disney+ csatornán.

## Cselekmény
Antonio Flores szerény parkolóinas, édesanyjával, Ceciliával él. Feleségétől, Isabeltől különköltöztek és megosztják a tizenéves fiúk felügyeletét. A környékét fenyegetik a közelgő dzsentrifikációs tervek, amelyek ellen a helyi kerékpárbolt tulajdonosa, Natalie próbál küzdeni. Eközben Olivia Allan színésznőnek viszonya van a nős milliárdos Vincent Royce-szal. Egyik este, amikor Olivia éppen beszáll az Uberbe, Vincent pedig mellette áll, Antonio belerohan a biciklijével a kocsiba. Mindhármukat lefotózzák, ami felkelti a pletykákat Olivia és Vincent viszonyáról. Mivel cége elvesztésétől fél, amennyiben felesége, Kathryn elválna tőle, Vincent kitalál egy tervet: Olivia és Antonio úgy tesznek, mintha egy pár lennének. Olivia belemegy, mert el akarja kerülni a rossz hírverést új filmje, az Earhart premierje előtt, amelyben Amelia Earhart szerepét játssza. Antonio 12 850 dollárt kér Isabel adósságainak kifizetésére.
Antonio és Olivia paparazzókkal körülvéve mennek ebédelni, ahol Olivia durván és számító módon viselkedik. Mindenki bedől a trükknek, kivéve Kathrynt, aki felbérel egy magánnyomozót a követésükre. Az Earhart premierjén kikérdezi Antoniót, aki kiáll magáért, amikor a nő kritizálja a foglalkozását. A rendezvényről távozva Antonio rájön, hogy híressé vált, különösen a latin-amerikai közösségen belül. Antonio és barátai hazaviszik a részeg Oliviát, ezzel elkerülve a nem túl hízelgő paparazzóképeket.
Másnap Oliviát Antonio családja bőséges reggelivel látja el. A férfi csodálja egymás iránti szeretetüket és szoros kapcsolatukat. Vincent tévesen elhiteti, hogy Antonio és Olivia lefeküdtek egymással. Az Earhart a premier után pozitív kritikákat kap, de Olivia magányos és bizonytalan Vincent azon ígérete miatt, miszerint elhagyja a feleségét. Olivia részt vesz Antonio fiának iskolai előadásán. Isabel féltékenységből megcsókolja Antoniót, aki elmondja neki az igazat Oliviáról. Antonio és Olivia összebarátkoznak. Hazatérve szexet színlelnek, összezavarva az őket az utca túloldaláról figyelő magánnyomozókat. Cecilia elmondja Antoniónak, hogy örül, amiért a férfi újra megtalálta a szerelmet – ahogy ő is boldog koreai főbérlőjükkel, Mr. Kimmel, bár nem beszélik egymás nyelvét. Olivia beismeri, korábban nem élt egészséges életmódot.
Másnap Isabel közli Antonióval, hogy be akarja adni a válókeresetet. Olivia és Antonio összevesznek és nyilvánosan "szakítanak". Vincent ügyvédje később megkeresi Antoniót, kifizetni neki 25 ezer dollárt. Ezt azzal magyarázza, hogy ő is úgy nőtt fel, mint Antonio, és mindig boldog, ha helyesen cselekedhet. Antonio habozva ugyan, de elfogadja a pénzt.
Cecilia agyvérzést kap és meghal a konyhában. A temetésen Antonio szívből jövő gyászbeszédet tart édesanyja nehézségeiről, aki neki és testvéreinek jobb életet próbált biztosítani az Egyesült Államokban. Köszönetet mond Mr. Kimnek is, amiért az boldoggá tette az asszonyt. Angolul beszél, így Kim családja is megérti szavait. Kibékül Oliviával, aki úgy dönt, szakít Vincenttel. Kathryn megtudja az igazságot Vincentről, beadja a válókeresetet, és átveszi a céget. Hogy megköszönje Antoniónak, lemondja a dzsentrifikációs terveket. Antonio összeszedi a bátorságát és randira hívja Natalie-t.

## Szereplők
| Szereplő       | Színész           | Magyar hang       | Leírás                                         |
| -------------- | ----------------- | ----------------- | ---------------------------------------------- |
| Antonio Flores | Eugenio Derbez    | Kassai Károly     | Inas.                                          |
| Olivia Allan   | Samara Weaving    | Dobó Enikő        | Hollywoodi színésznő. Vincent szeretője.       |
| Vincent Royce  | Max Greenfield    | Karácsonyi Zoltán | Milliárdos, Kathryn férje és Olivia szeretője. |
| Kathryn Royce  | Betsy Brandt      | Haumann Petra     | Milliárdos, Vincent felesége.                  |
| Isabel         | Marisol Nichols   | Mezei Kitty       | Antonio volt felesége.                         |
| Benny          | Amaury Nolasco    | Debreczeny Csaba  | Antonio sógora.                                |
| Cecilia        | Carmen Salinas    | Eredeti hang      | Antonio anyja.                                 |
| Clara Flores   | Noemi Gonzalez    | Kis-Kovács Luca   | Antonio testvére.                              |
| Rudy           | Armando Hernández | Renácz Zoltán     | Inasok.                                        |
| Javier         | Carlos Santos     | Bor László        | Inasok.                                        |
| Kapoor         | Ravi Patel        | Ács Norbert       | Magánnyomozó, akit Vincent bérelt fel.         |
| Stegman        | John Pirruccello  | Mertz Tibor       | Magánnyomozó, akit Kathryn bérelt fel.         |
| Natalie        | Armando Hernández | Nemes Takách Kata | Kerékpárjavító és -eladó üzlet tulajdonosa.    |
| Amanda         | Tiana Okoye       | Fekete Linda      | Olivia asszisztense.                           |
| Mr. Kim        | Ji Yong Lee       | Kajtár Róbert     | Cecilia szerelme.                              |

### Magyar változat
- Magyar szöveg: Liszkay Szilvia
- Hangmérnök: Csomár Zoltán
- Vágó: Kajdácsi Brigitta
- Gyártásvezető: Kincses Tamás
- Szinkronrendező: Báthory Orsolya
- Produkciós vezető: Várkonyi Krisztina

A szinkront a Mafilm Audio Kft. készítette.

## A film készítése
2014 szeptemberében bejelentették, hogy a 2006-os Topmodell a barátnőm című francia film című remakejét készítik, amit a Lionsgate forgalmaz. 2021 márciusában bejelentették, hogy Samara Weaving csatlakozott a film szereplőgárdájához és Richard Wong lesz a rendező Bob Fisher és Rob Greenberg forgatókönyv írói. A többi szereplő áprilisban és májusban jelentették be. A forgatás Atlantában zajlott. Carmen Salinas utolsó szerepe, mert 2021 decemberében meghalt; a filmet az ő emlékének ajánlják.